# Коваленко Микола Миколайович
Мико́ла Микола́йович Ковале́нко (4 листопада 1968 — 2 березня 2022) — полковник, заступник начальника Харківського національного університету повітряних сил, учасник російсько-української війни.

## Біографія
2 березня 2022 року у складі екіпажу разом з капітаном Євгеном Казіміровим підняв літак Су-24М при загрозі ракетного нападу на аеродром, а далі пішов на бойове завдання. По Житомирському напрямку зав'язався повітряний бій. Екіпаж міг катапультуватися, але відвів палаючий літак від села Довбиш Новоград-Волинського району Житомирської області.

## Нагороди
8 вересня 2014 року — за особисту мужність і героїзм, виявлені у захисті державного суверенітету та територіальної цілісності України, вірність військовій присязі під час російсько-української війни, відзначений — нагороджений орденом «За мужність» III ступеня.